# Baie de San Miguel

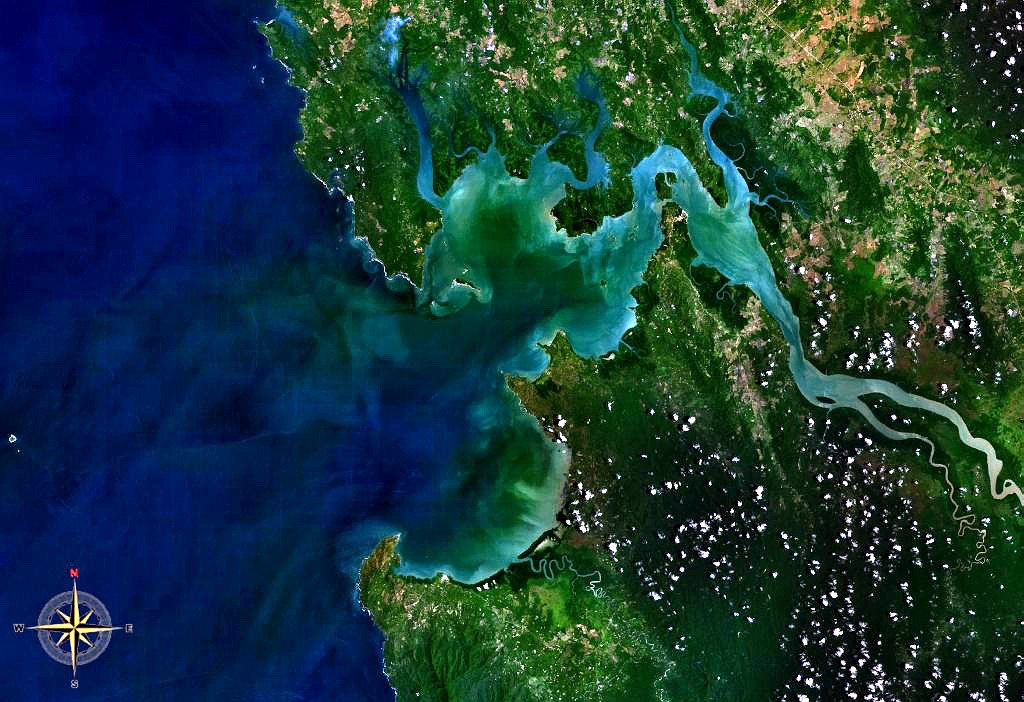
Golfe de San Miguel vu de l'espace

La baie de San Miguel (espagnol : Golfo de San Miguel) 8° 19′ 10″ N, 78° 18′ 31″ O est située sur la côte Pacifique de la province de Darién, à l'est du Panama. Le rio Tuira se jette dans la baie. Au sud on trouve le cap Garachiné (connu aussi sous le nom de Pointe Garachina), au nord la Punta San Lorenzo